# Карлос Филипе Хименес Бело
Карлос Филипе Хименес Бело (енгл. Carlos Filipe Ximenes Belo рођен 3. фебруара 1948) је источнотиморски римокатолички бискуп. Његов верски живот отворено је осудио бруталну индонежанску окупацију његове земље. Године 1996. поделио је Нобелову награду за мир са Жозе Мануел Рамос Ортoм за рад "у правцу праведног и мирног решења сукоба у Источном Тимору".

## Детињство, младост и верски позив
Пето дете Домингоса Ваза Филипе и Ермелинде Баптисте Филипе, Карлос Филипе Хименес Бело рођен је у селу Ваилакама, близу Вемасе, на северној обали португалског Тимора. Његов отац, учитељ, умро је две године након што се Бело родио. Детињство је провео у католичким школама у Бакау и Осу, пре него што је наставио у малој богословији Даре недалеко од града Дилија, где је дипломирао 1968. године.
Од 1969. до 1981. године, осим периода практичне наставе (1974–1976) у Источном Тимору и Макау, Бело је био у Португалу и Риму, где је постао члан Салезијанаца (Салезијанско друштво). Студирао је филозофију и теологију пре него што се заредио за свештеника 1980. године.
У Источни Тимор се вратио 1981. године, постао учитељ на 20 месеци, а касније директор на два месеца, на Салезијанском колеџу у Фатумаци.

## Пасторално вођство
Након оставке Мартина да Косте Лопеса 1983. године, Карлос Филипе Хименес Бело постављен је за апостолског администратора бискупије Дили, поглавар цркве Источног Тимора и директно одговоран папи.
6. фебруара 1989. године избран је за главног епископа Лоријума. 
Отац Бело био је у изабран за ватиканског про нунција у Џакарти, али он није био избор и тиморских свештеника који нису ни присуствовали његовој инаугурацији. Међутим, у року од само пет месеци од ступања на дужност, жестоко је протестовао, у беседи у катедрали, против бруталности масакра у Крарасу (1983) и осудио многа индонежанска хапшења. Црква је била једина институција способна за комуникацију са спољним светом, па је имајући ово на уму нови апостолски администратор почео писати писма и стварати иностране контакте, упркос изолацији која је произилазила из противљења Индонежана и незаинтересованости целог света.
У фебруару 1989. године писао је председнику Португалије, папи и генералном секретару УН-а, позивајући на референдум о УН-у о будућности Источног Тимора и међународну помоћ Источним Тиморцима, који су "умирали као народ и нација", али када је писмо УН-а у априлу постало јавно, он је још више постао мета Индонежана. Ова несигурност се повећала када је бискуп Бело дао уточиште у свом дому, као што је то чинио у разним приликама, младима који су избегли масакр у Санта Крузу (1991) и настојао да објави број убијених жртава.
Труд владике Беле у име Источних Тимораца и у потрази за миром и помирењем био је међународно признат када му је, заједно са Жозе Мануел Рамос Ортoм, у децембру 1996. додељена Нобелова награда за мир. Владика Бело је ову част искористио да се састане са Билом Клинтоном из Сједињених Држава и Нелсоном Манделом из Јужне Африке.
Године  1995. је освојио награду за слободу Џона Хамфрија од канадске групе за људска права Права и демократија. 

## Напуштање места апостолског администратора и нова пасторална активност
Након добијања независности Источног Тимора 20. маја 2002, притисак догађаја и стални стрес који је претрпео, утицали су на здравље бискупа Бела. Папа Јован Павле II прихватио је оставку на место апостолског администратора Дилија 26. новембра 2002. године.
Након оставке, бискуп Бело отпутовао је у Португалију на лечење. Почетком 2004. уследили су позиви да се врати у Источни Тимор и кандидује за председничку функцију. Међутим, у мају 2004. рекао је португалској државној телевизији да неће дозволити да његово име буде у номинацији. "Одлучио сам да политику препустим политичарима", изјавио је. Месец дана касније, 7. јуна 2004. године, Паскл Чавез, главни ректор салезијанског друштва, најавио је из Рима да ће се бискуп Бело, након оздрављења и опоравка, преузети нови задатак. У договору са Светом столицом, отишао би у Мозамбик као мисионар и живео као члан Салезијанског друштва у тој земљи.
У изјави објављеној 8. јуна, бискуп Бело је рекао да ће, после два састанка 2003. и 2004. године са префектом Конгрегације за евангелизацију народа, отићи у мисију у Епархију Мапуто, главни град Мозамбика, као што је желео од младости. Мисију у Мозамбику је започео је јулу 2004. године. Исте године добио је почасни докторат са Универзитета Кардинал Херера.
У фебруару 2011. године Бело је добио награду за луофонску личност године на Лисабонској академији наука.